# Szagos párlófű
A szagos párlófű (Agrimonia procera) a rózsafélék (Rosaceae) családjába tartozó évelő gyógynövény.

## Megjelenése
Akár 150 cm magasra is megnőhet, szára felálló. Erőteljes megjelenésű növény. Levelei szórt állásúak, félbeszárnyalt leveleinek széle fűrészes. Virágzata végálló fürt, virágai sárgák, kicsípett csúcsúak. 
A közönséges párlófűtől a kicsípett csúcsú szirmok, a szár egyféle hosszúságú szőrzete, a csak felső felében barázdált vacokkehely (hypanthium) (amely a közönséges párlófű esetében majdnem a tövéig barázdált), és az áltermések alakja különbözteti meg, amelyek harang alakúak. A teljes fajbizonyossághoz mindegyik bélyeg megvizsgálandó. 
Júniustól augusztusig virágzik. Termése júliustól októberig érik.

## Előfordulása
Európában szubatlantikus területeken, Magyarországon szórványosan fordul elő, bár újabban (1990 után) több élőhelyét is megtalálták. A Kőszegi-hegység, a Keszthelyi-fennsík, a Bakony, a Bükk-vidék mellett a Kisalföldön és a Mátrában is fellelhető.
Régebben szerepelt a magyarországi veszélyeztetett fajok listáján, de ez inkább adathiányra utalt.
A közönséges párlófűnél némileg hűvösebb éghajlatot kedvel.

## Elnevezése
Több forrás említi az Agrimonia odorata Mill. nevet, mint az A. procera szinonimáját, azonban erről a névről az 1960-as években bebizonyosodott, hogy a kis-ázsiai A. repens L.-re vonatkozik. Helytálló szinonim nevei: A. odorata auct. (non Mill.), A. eupatoria subs. procera (Wallr.) Arrh. in Fries (1842), A. eupatoria subs. odorata  (Mill.) Hook.f. (1870), A. glandulosa (Simk.) (1882) és A. leroyi Sennen (1928).